# Robert Frank
Robert Frank (Zürich, 9 november 1924 – Inverness (Nova Scotia), 9 september 2019) was een Amerikaanse fotograaf en cineast. Hij werd bekend door een fotoboek uit 1958, getiteld The Americans. Door dit boek werd Frank wel een moderne de Tocqueville genoemd, vanwege zijn sceptische blik op de Amerikaanse samenleving. Frank was een van de eerste fotografen die in zijn werk gebruikmaakte van beeldrijm en beeldsequenties, en die liever zijn eigen gevoelens in beeld bracht dan dat hij technisch correct uitgevoerd werk afleverde. Hij wordt om die reden gezien als een dichter onder de fotografen.
In 1996 werd de Hasselblad Award aan hem toegekend. Na in de fotografie carrière te hebben gemaakt breidde Frank zijn werkzaamheden uit naar de film.

## De eerste jaren
Robert Frank werd geboren als zoon van de binnenhuisarchitect Hermann Frank en de Zwitserse Rosa Zucker. De uit Frankfurt afkomstige Hermann Frank was vanwege zijn Joodse afkomst stateloos geworden, als gevolg van de rijksburgerwet uit 1935. Voor zijn als Duitsers geboren zoons vroeg hij in 1941 het Zwitserse staatsburgerschap aan. Robert Frank kreeg die in 1945. In 1963 zou hij hem inruilen voor het Amerikaanse staatsburgerschap.
De familie Frank bestond uit gedreven zakenlieden. Door zich te bekwamen in de fotografie probeerde Robert Frank aan het zakenmilieu te ontsnappen. Van januari 1941 tot maart 1942 volgde hij daartoe in Zürich lessen bij de fotograaf en graficus Hermann Segesser. Van augustus 1942 tot september 1944 was hij leerling en later medewerker in de studio van Michael Wolgensinger in Zürich. Van december 1944 tot juni 1945 werkte hij in Genève als assistent van Victor Bouverat.
In 1947 reisde Frank met zijn portfolio, dat hij 40 foto’s had genoemd, naar New York. Alexey Brodovitch, de artdirector van het tijdschrift Harper’s Bazaar nam hem aan als modefotograaf. Brodovitch drong er bij Frank op aan om de formele ideeën van het modernisme, waarin Frank gedegen was getraind, te laten vallen en om een meer emotionele, spontane stijl aan te nemen.
In 1948 zegde Frank zijn baan weer op om een reis naar Peru te maken. In de Andes werd hij beroofd van zijn geld en zijn films, en doordat hij de taal niet sprak verkeerde hij in een isolement. Het was daar dat hij leerde afstandelijk en in stilte te werken. “Er is geen directe betrokkenheid,” zou Frank later over zijn eigen werk zeggen. “Ik zwijg. Ik kijk. Ik kan weglopen. Ik kan stil zijn.” Over technisch correcte werkwijzen maakte hij zich geen zorgen. Een jaar lang reisde Frank door Peru en Bolivia. In 1949 stelde hij de fotoverzameling Peru samen. Het was zijn bedoeling deze verzameling uit te geven, maar daarvan is het nooit gekomen.

## Parijs
Van 1949 tot 1952 reisde Frank, intussen getrouwd met Mary Lockspeier, regelmatig naar Europa, met name naar Parijs. Hij miste Europa en in Parijs vond hij de romantiek die hij zich herinnerde. Hoewel hij uit heimwee naar Europa was gekomen, vermeed hij sentimentele beelden. Zijn Parijse werk kenmerkt zich eerder door melancholie en triestheid. Frank had bijzondere aandacht voor dieren en bloemen, maar bracht ook regelmatig bedelaars en blinden in beeld. Hij fotografeerde zijn onderwerpen op een weinig vreugdevolle manier: bloemenverkopers die niet lachen, bloemen in lijkwagens en een aan een been opgehangen dood paard.
Frank streefde ernaar zijn soms uiteenlopende indrukken voelbaar te maken in zijn beelden. In zijn Parijse foto’s maakte hij regelmatig gebruik van beeldrijm. Aan het begin van de jaren vijftig waren dat nieuwe concepten in de fotografie.

## The Family of Man
Vanaf 1951 reisde Edward Steichen, sinds 1947 directeur van de fotografieafdeling van het Museum of Modern Art, door Amerika en Europa, op zoek naar fotografen die konden deelnemen aan zijn project The Family of Man: een tentoonstelling waaraan 273 fotografen uit 68 landen zouden deelnemen en die in de jaren vijftig en zestig meer dan negen miljoen bezoekers zou trekken. De insteek van Steichen was een optimistische visie op de samenleving. Zijn boodschap was dat alle mensen op de wereld deel uitmaken van één grote familie.
Robert Frank kwam in contact met Steichen, en besloot aan het project deel te nemen. Hij kon zich echter niet vinden in het door Steichen neergezette wereldbeeld. Bovendien was hij van mening dat de fotograaf in de visie van Steichen niet meer deed dan registreren, terwijl hij fotografie beschouwde als een artistieke expressievorm. In 1953, twee jaar voordat de tentoonstelling zou openen, besloot hij daarom het project te verlaten. In de tentoonstelling werden desondanks zeven van zijn foto’s opgenomen.

## The Americans
In 1955 kreeg Frank, op voorspraak van Walker Evans, een fotograaf die bekendheid verwierf door zijn foto’s van het leven op het platteland tijdens de Amerikaanse Grote Depressie, een Guggenheimbeurs. Daarmee was hij in staat om, met zijn gezin, negen maanden door de Verenigde Staten te reizen en te fotograferen, en om vervolgens een jaar te besteden aan het ontwikkelen van de 767 films en het selecteren uit de 28.000 foto’s die hij maakte.
Zijn foto’s kreeg hij in Amerika moeilijk gepubliceerd. Life bedankte ervoor en de New York Times plaatste slechts één foto. Het boek dat hij samenstelde (een selectie van 83 foto’s) gaf hij dan ook in Frankrijk uit. Het maakte daar deel uit van een serie (de Encyclopédie essentielle) waarin het buitenland aan het Franse publiek werd gepresenteerd. Op 1958 verscheen zijn verzameling als Les Américains, met een maatschappijkritische tekst over de sociale geschiedenis van Amerika van Alain Bosquet. In 1959 verscheen het boek onder de titel The Americans ook in een Engelstalige editie. De tekst van Bosquet was in die uitgave vervangen door een Engelse tekst van de beatschrijver Jack Kerouac, waardoor het de context van een sociale documentaire verloor.
Robert Frank had zowel technisch als inhoudelijk gebroken met de Amerikaanse fotografische traditie. Zijn foto’s waren niet zorgvuldig gekaderd, scherp gesteld en uitgelicht, maar korrelig, somber en onconventioneel van kadrering. Ook brak hij met de optimistische en energieke sfeer die uit de Amerikaanse fotojournalistiek van de jaren vijftig sprak. In plaats daarvan waren zijn foto’s weinig opbeurend. Hij rangschikte de foto’s in categorieën als “diners”, “jukeboxen”, “auto’s” en “mensen”, die volgens Frank symbool stonden voor het Amerikaanse leven. Verschillende hoofdstukken beginnen steeds met een foto van de Amerikaanse vlag. Binnen de hoofdstukken maakte Frank steeds gebruik van beeldsequenties: de foto’s zijn in een logische volgorde gerangschikt. Zo ziet een met een hoes bedekte auto er uit als een doodskist. Een pagina verder ligt onder een deken een lijk langs de weg: een slachtoffer van een verkeersongeluk. Ook is in The Americans het eerder door Frank toegepaste beeldrijm weer te zien. Frank fotografeerde met de blik van een buitenstaander: snel, onopvallend en soms zonder door de lens te kijken. Nu en dan is zijn schaduw in de foto te zien.
The Americans verscheen in een periode dat de Tweede Wereldoorlog nog vers in het geheugen lag, terwijl de Koude Oorlog een dagelijkse realiteit was. Frank schetste een pessimistisch beeld van Amerika, waarin hij racisme en armoede niet meed. Door conservatief Amerika werd zijn werk daarom slecht werd ontvangen. Van de eerste druk werden slechts 600 exemplaren verkocht. Critici beschreven Frank als “een vreugdeloze man die het land dat hem geadopteerd had haatte”. Anderen vonden dat Frank een goede fotograaf was van opzichzelfstaande beelden, maar een weinig overtuigende verhalenverteller.
Onder jonge kunstenaars werd het werk echter buitengewoon populair. The Americans kreeg een cultstatus. Veel fotografen, waaronder Garry Winogrand, Bruce Davidson en Diane Arbus zeggen sterk door The Americans beïnvloed te zijn. Dat veel jonge fotografen zich door Frank lieten inspireren is merkbaar doordat zijn foto’s voor het tegenwoordige publiek niet meer choquerend, en soms zelfs tamelijk alledaags, zijn.
Sinds 1959 werd het boek door verschillende uitgevers in diverse talen en op uiteenlopende formaten herdrukt. Soms gebeurde dat zonder dat Frank er inbreng in had, een enkele keer zelfs zonder zijn toestemming of medeweten. Een aantal keer was Frank bereid om bij een nieuwe uitgave het boek aan te passen, zodat nu en dan een foto werd vervangen door een andere. Door de jaren heen veranderde zijn visie op het onderwerp, waardoor hij elke verandering zag als een verbetering. Op 15 mei 2008 verscheen een jubileumeditie, in het formaat van de oorspronkelijke uitgave en met de oorspronkelijke (Engelse) inhoud.

## Films
Na The Americans besloot Frank zich toe te leggen op film. Hij borduurde daarmee voort op de beeldsequenties die in zijn fotografische werk al een rol speelden. Frank zou gedurende ruim tien jaar meer dan twintig films maken.
In 1959 verscheen Pull my daisy, zijn eerste film, waarvoor Jack Kerouac het scenario schreef en de teksten insprak. Het camerawerk van Frank was zoals zijn fotografie: onconventioneel. Hij liet de camera knipperen zoals een oog dat doet: onzichtbaar en onmerkbaar voor de kijker.
In 1972 maakte Frank Cocksucker Blues: een nooit officieel uitgebrachte documentaire over een Amerikaanse tournee van de Rolling Stones. De documentaire werd vaak met meerdere camera's tegelijk opgenomen en ook stond het de bandleden vrij zelf de camera te hand te nemen. Een groot deel van de opnames bestaat dan ook uit scènes van wilde backstagefeesten, drugsgebruik door de bandleden en hoogoplopende ruzies. Mick Jagger bepaalde dat de film slechts eenmaal per jaar op een filmfestival mocht worden vertoond.

## The lines of my hand
Aan het begin van de jaren zeventig keerde Frank terug naar de fotografie, al zou hij het filmen niet neerleggen. The lines of my hand was het eerste fotoboek dat Frank na The Americans publiceerde. Het verscheen in 1972, bij een Japanse uitgever. Behalve een aantal oudere foto’s bevatte het ook nieuw autobiografisch werk. Begeleid door weinig tekst, geschreven door Frank zelf, toont hij zijn schizofrene en drugsverslaafde zoon, zijn bij een vliegtuigongeluk omgekomen dochter en zijn zieke vrouw. Hoewel Frank zijn eigen leven in zijn latere werk centraal stelt, waarschuwt hij dat zijn foto’s niet altijd de waarheid verbeelden.
Frank overleed in september 2019 op 94-jarige leeftijd.